# Tukuyu
Tukuyu (während der deutschen Kolonialzeit Neu-Langenburg) ist eine kleine Stadt in Tansania mit etwa 50.000 Einwohnern, etwa 50 km südlich der Stadt Mbeya gelegen.

## Geographie

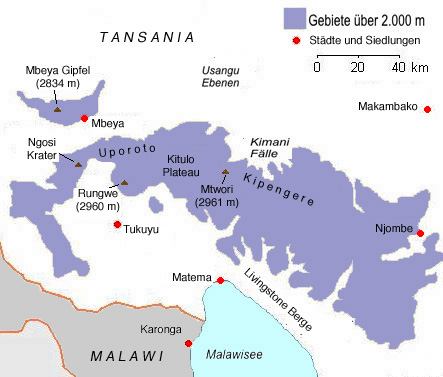
Karte des südlichen tansanischen Hochlandes.

Der Ort liegt auf etwa 1.500 m Höhe im Rungwe-Bezirk im Südosten Tansanias. Er befindet sich ca. 45 km vom Malawisee entfernt, aber zugleich etwa 1.000 m über dem Seespiegel. Häufig weht Wind vom See her herauf, so dass es oft feucht, kühl und windig ist. Der Jahresniederschlag beträgt etwa 2.500 mm.
Die lokale Sprache ist Nyakyusa, daneben wird die Nationalsprache Swahili gesprochen. Die Bevölkerung sind Nyakyusa (auch Konde). Der Ort ist in Tansania u. a. durch den Fußballverein Tukuyu Stars bekannt.

## Geschichte
Die Stadt wurde als deutsche Kolonialstadt Neu-Langenburg gegründet, benannt nach dem ursprünglichen Langenburg am Ufer des Njassasees, das wegen des steigenden Wasserstandes aufgegeben werden musste. Am neuen Standort befand sich seit 1901 der Amtssitz des Bezirks Langenburg. Der Ort besaß eine Post und zehn Kaufläden. Für eine schnelle Verbindung mit anderen Teilen der Kolonie sorgte eine Heliographenanbindung. In Masoko, etwa 14 Kilometer südöstlich von Neu-Langenburg, war die 5. Kompanie der Schutztruppe für Deutsch-Ostafrika stationiert. An die Vergangenheit erinnern Gebäude der ursprünglichen deutschen Boma sowie der Name des Hotels Langbossi.

## Infrastruktur

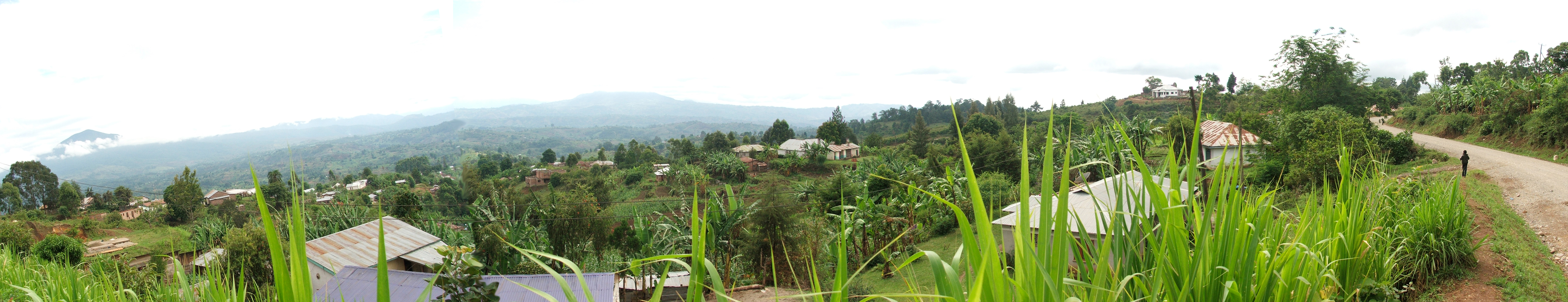
Panorama von Tukuyu

Das nationale Institut für medizinische Forschung hat hier eine bedeutende medizinische Forschungsstation und es gibt ein kleines lutherisches Krankenhaus. Es gibt mehrere Schulen, z. B. die Kipande Schule und die Ndembela Secondary School und einige andere kleine pädagogische Einrichtungen. Die Stadt ist der Hauptsitz der Konde-Diözese, der einflussreichen lutherischen Kirche in Tansania. Es gibt eine Poststelle. Der Bereich hat viele kommerzielle Teeplantagen, etwas Kaffee-Anbau, und es gibt eine intensive Nutzung des gut-gewässerten, ertragreichen vulkanischen Bodens durch Kleinbauern.